# Caffè Moderno (Pontevedra)
Il Café Moderno è un edificio in stile liberty ed eclettico situato in Praza San Xosé a Pontevedra in Spagna. È l'edificio in stile liberty più importante della città. Attualmente è la sede di uno dei centri socioculturali di Pontevedra de Afundación, appartenente alla banca Abanca.

## Storia
Nel luogo dove fu eretto l'edificio era il vecchio Pazo dei Gago de Mendoza. Fu promosso dal ricco nativo di Pontevedra tornato da Cuba, Bernardo Martínez-Bautista Herrera, e fu completato nel 1902. È stato progettato per ospitare un edificio a due piani con quattro appartamenti (due per piano), tra cui quello del borghese Martínez-Bautista stesso al primo piano e un piano terra per ospitare il Café Moderno. Nell'appartamento al secondo piano a sinistra nacque nel 1913 il grande architetto di Pontevedra, maestro della architettura del Novecento in Spagna, Alejandro de la Sota.
Nel 1903, Valentín García Termes allestì le sale al piano terra e il 30 maggio 1903 fu inaugurato il Café Moderno, punto di riferimento artistico in termini di architettura degli interni commerciali. Funzionò anche come sede di spettacoli di varietà e ebbe il primo cinematografo nel 1904.
Il Café Moderno divenne un centro letterario e artistico dove furono forgiate nuove ideologie repubblicane, socialiste e galizianiste. Personaggi come Castelao, Valentín Paz-Andrade, Alexandre Bóveda e Ramón Cabanillas si sono incontrati nelle sue stanze. Nel 1932, il Café Moderno accolse anche Federico García Lorca.
Fu al Café che fu scritto il primo Statuto di Autonomia della Galizia. Con l'arrivo del militarismo nel 1936, la sua attività diminuì e dopo alcuni decenni senza attività, terminò chiudendo le sue porte.
L'edificio fu acquistato nel 1973 dalla Cassa di Risparmio Rurale Provinciale di Pontevedra per essere utilizzato come quartier generale dell'entità, la cui attività iniziò nel gennaio 1974.
Nel luglio 1998, l'architetto Alvaro Siza ha intrapreso il completo restauro dell'edificio per la Fondazione Caixa Galicia. Gli elementi decorativi (in particolare gli affreschi e i dipinti) sono stati recuperati, sia nel piano terra che nelle abitazioni. Il 24 ottobre 2000 il caffè ha riaperto. Il piano terra funge ancora da caffetteria e i piani superiori sono sale espositive e uffici.

## Costruzione e stile
L'edificio ha una facciata in pietra decorata ecletticamente e gallerie in ferro battuto. Presenta un trattamento geometrico degli elementi ornamentali, alcuni classici, come le palmette sul cornicione e le pietre di macerie non smussate in strisce continue lungo la facciata. Un ampio ed elegante ingresso conduce alla scala in legno dell'edificio.
L'uso di tre materiali è notevole: in granito, ghisa e legno. Al piano terra, le finestre con motivi floreali stilizzati ricordano gli arts and crafts inglesi. La ghisa è distribuita su diversi elementi della casa, come i balconi sulle facciate, le colonne corinzie al piano terra nelle sale del Café Moderno, la balaustra della scala centrale o la scala che conduce al giardino.
La parte posteriore dell'edificio è interamente coperta da una grande galleria di legno che poggia a terra su pilastri di pietra. Si accede al giardino dal primo piano a sinistra. Il giardino è attrezzato per il tempo libero della famiglia con specie tropicali, gazebo, siepi e fontane.
L'interno dell'edificio Café Moderno è il miglior esempio di Art Nouveau in città. La casa di Bernardo Martinez-Bautista è l'unica con soffitti e pareti decorati. Le luminose sale del Café contengono specchi e lampade originali ed esempi di modelli francesi, floreali e classici con cui la borghesia spagnola decorò le loro case nella seconda metà del XIX secolo. La decorazione interna comprende le tele comiche di Monteserín del primo secolo XX e i tre dipinti storico-mitologici di Carlos Sobrino incorporati nel 1914, nonché i paesaggi di Pintos Fonseca (1940) e il murale di Laxeiro (1949).

## Cultura
All'esterno, in piazza San José, si trova il Monumento alla Tertulia o Literary Circle in Modern Coffee, che ricrea gli incontri dei più importanti intellettuali galiziani del primo terzo del XX secolo come Castelao, Alexandre Bóveda, Valentín Paz-Andrade o Ramón Cabanillas, che si sono incontrati in città, essendo il luogo di incontro per eccellenza del Café Moderno. All'interno del Café, c'è anche un monumento di questi famosi intellettuali.

## Galleria d'immagini

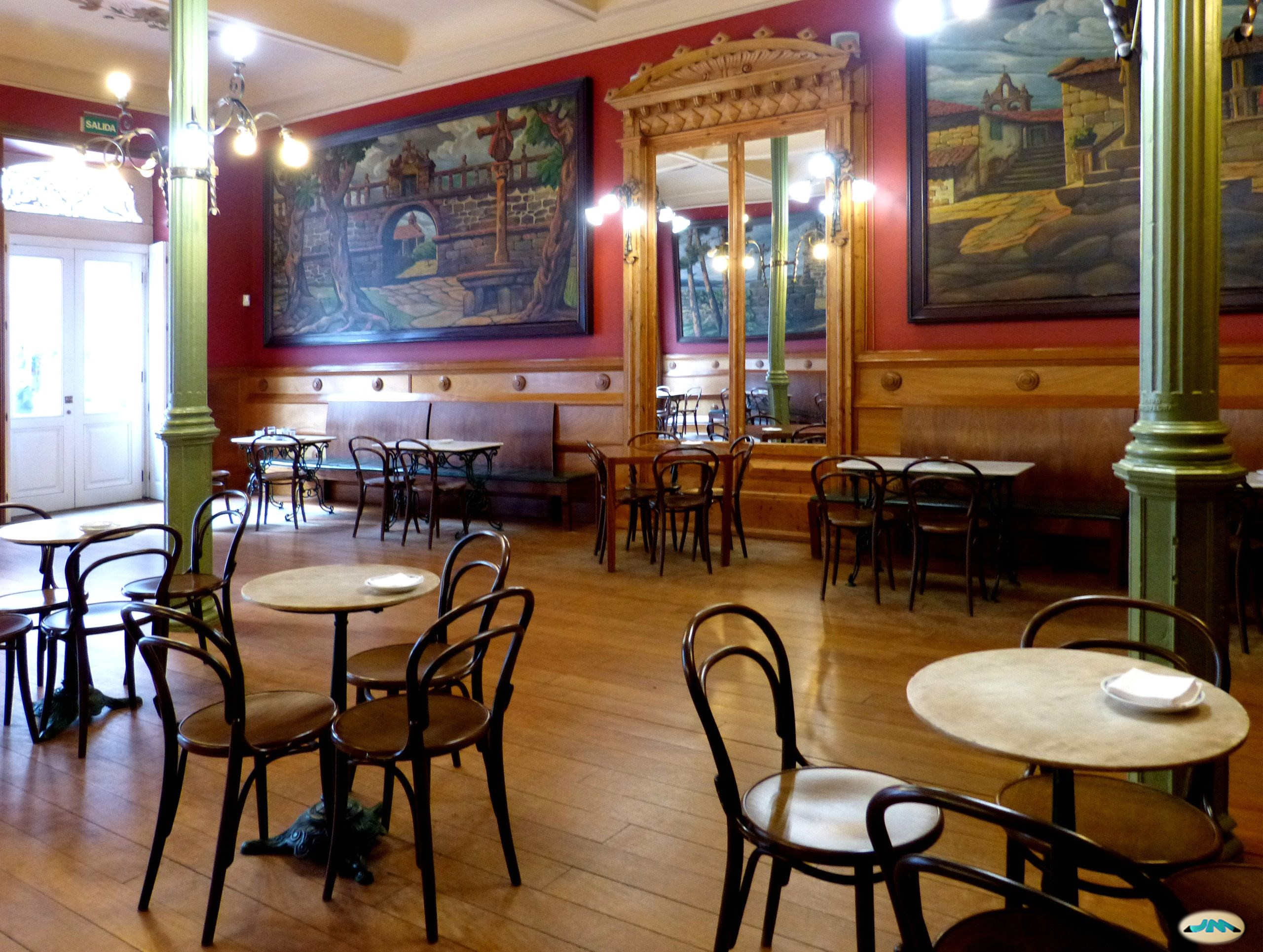
Interni in stile Liberty
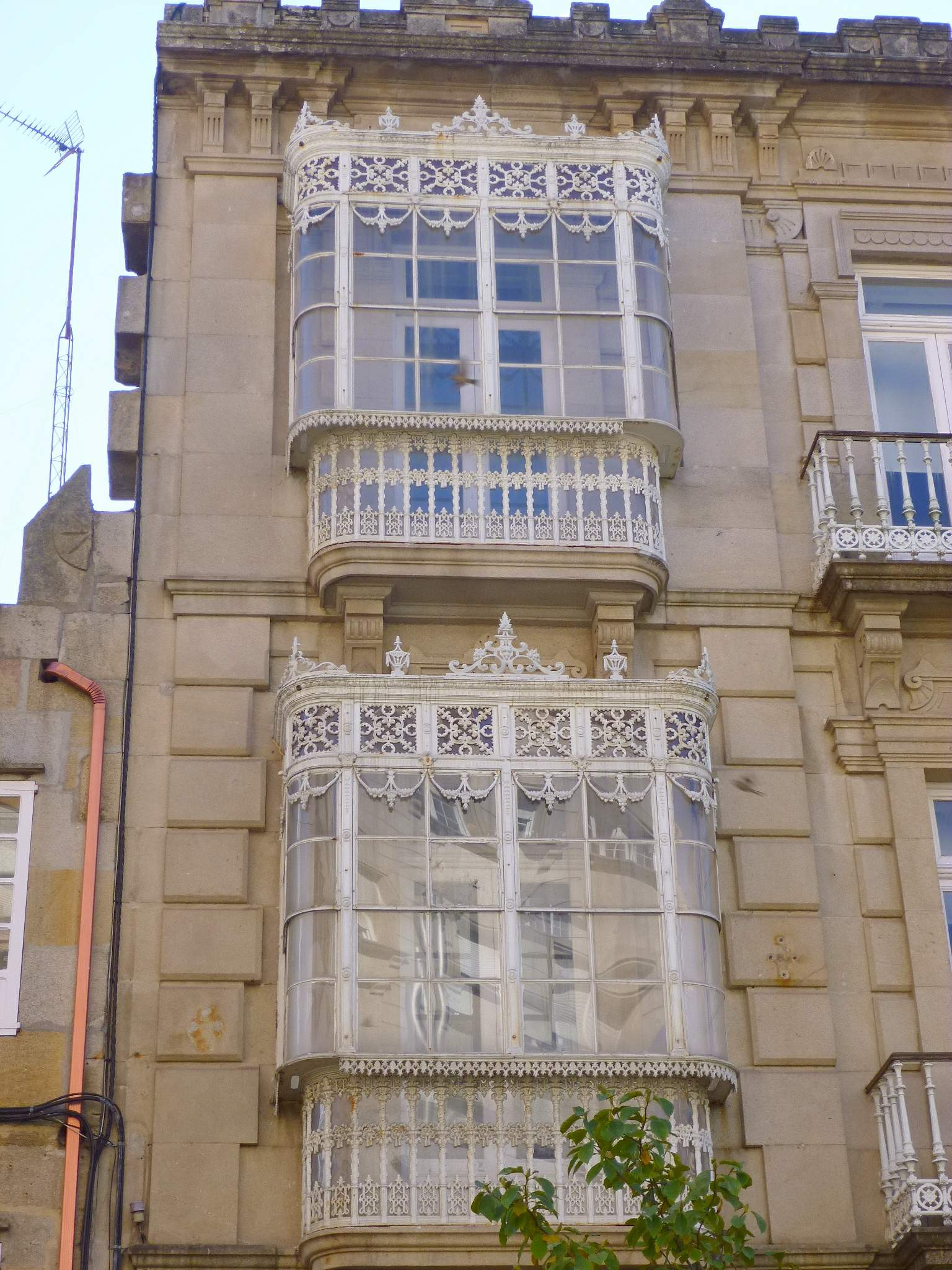
Galleria Art Nouveau
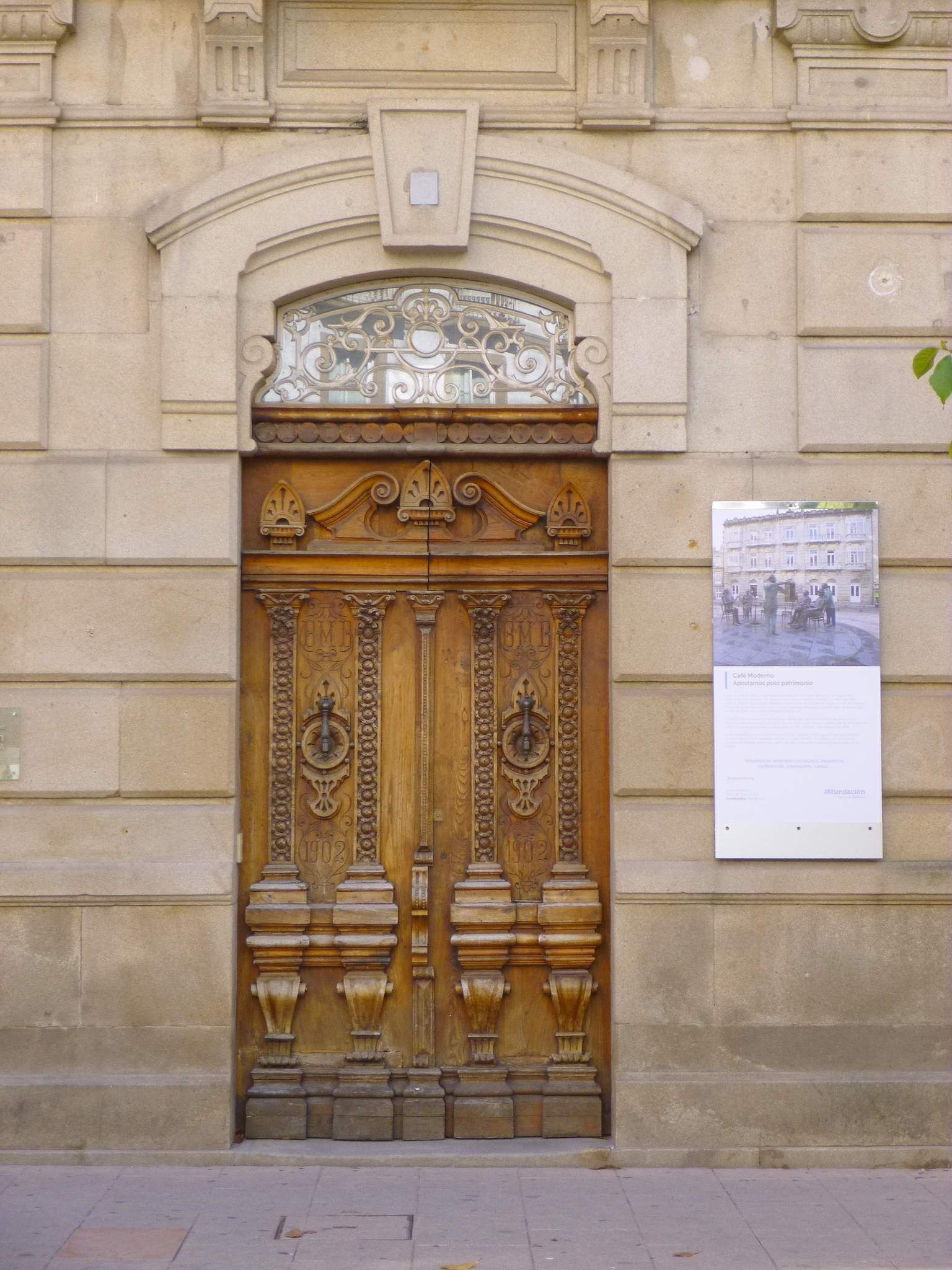
Porta d'ingresso all'edificio
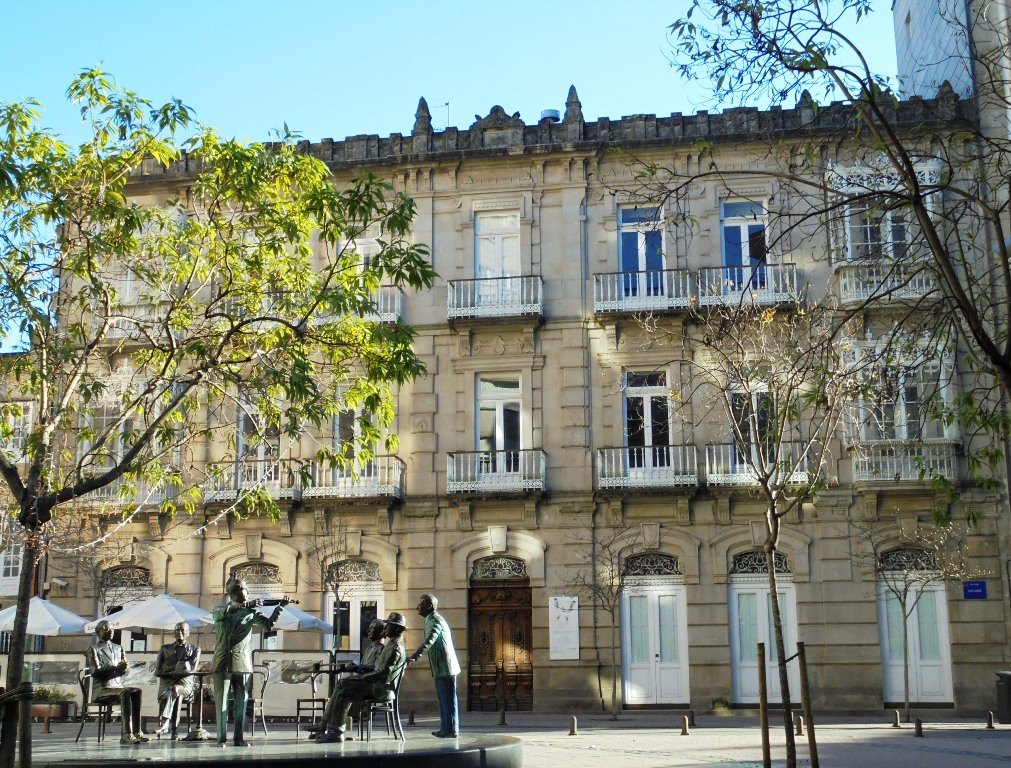
Facciata e monumento alla Tertulia
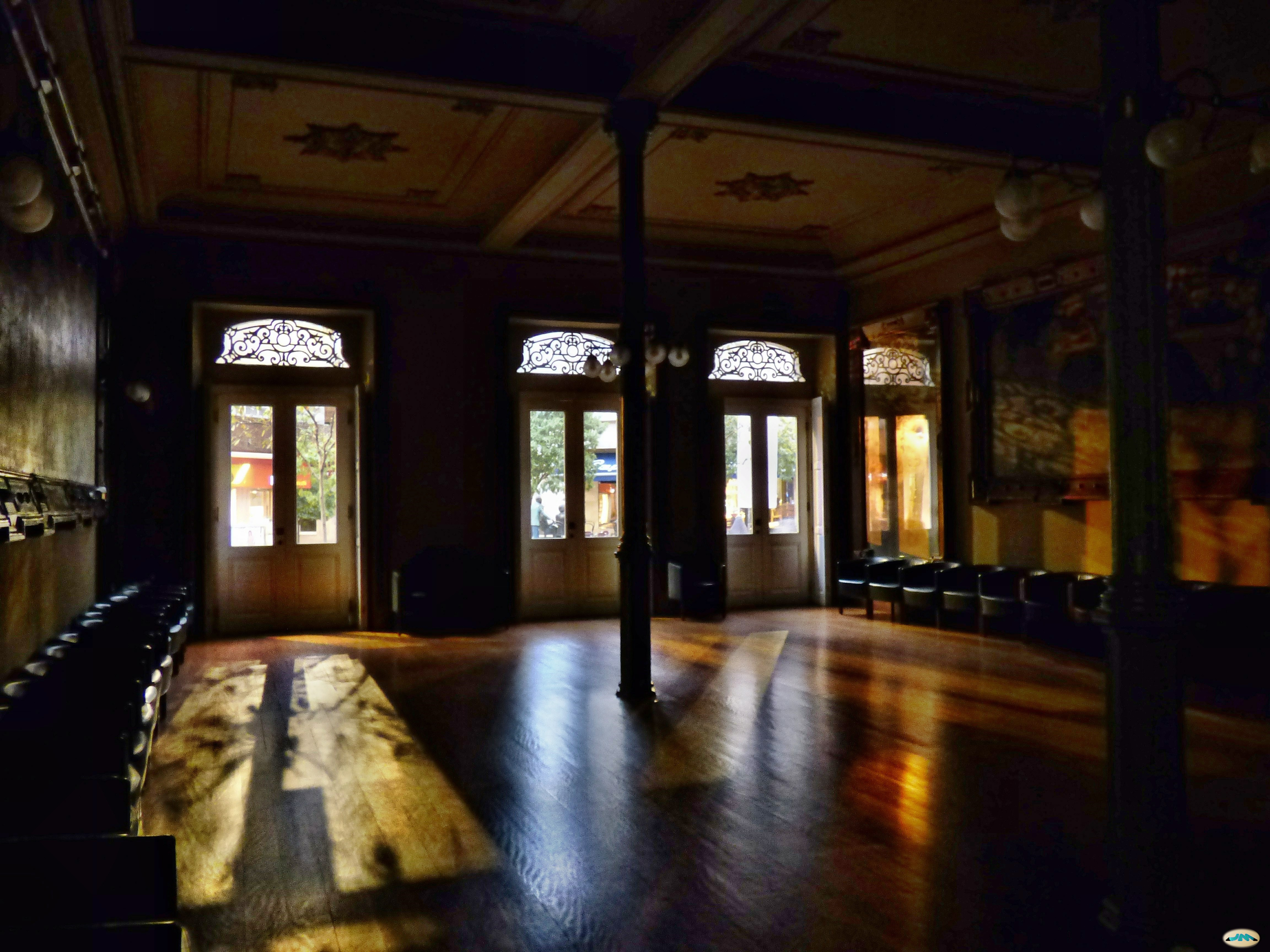
Interno
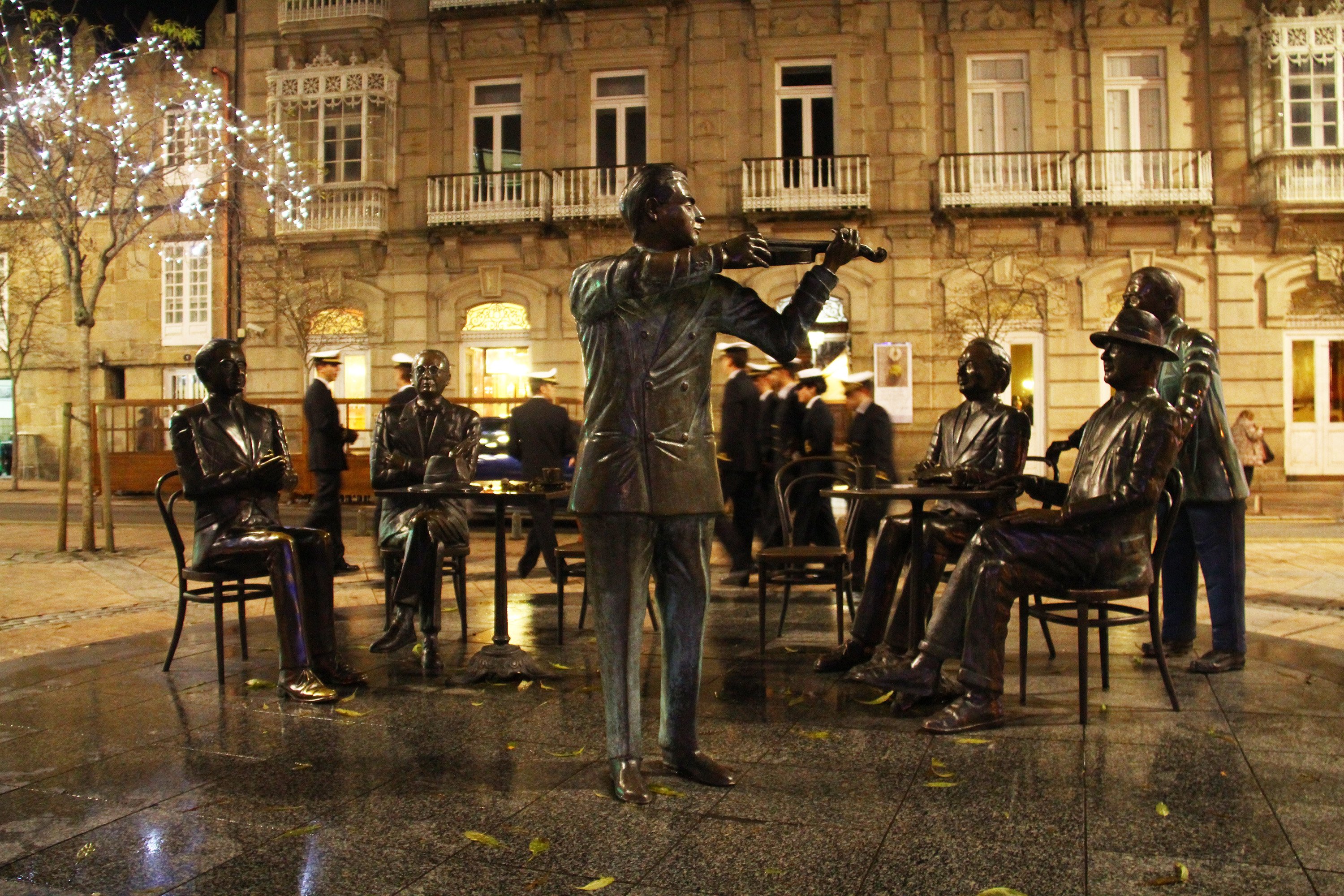
Monumento alla Tertulia di fronte al caffè
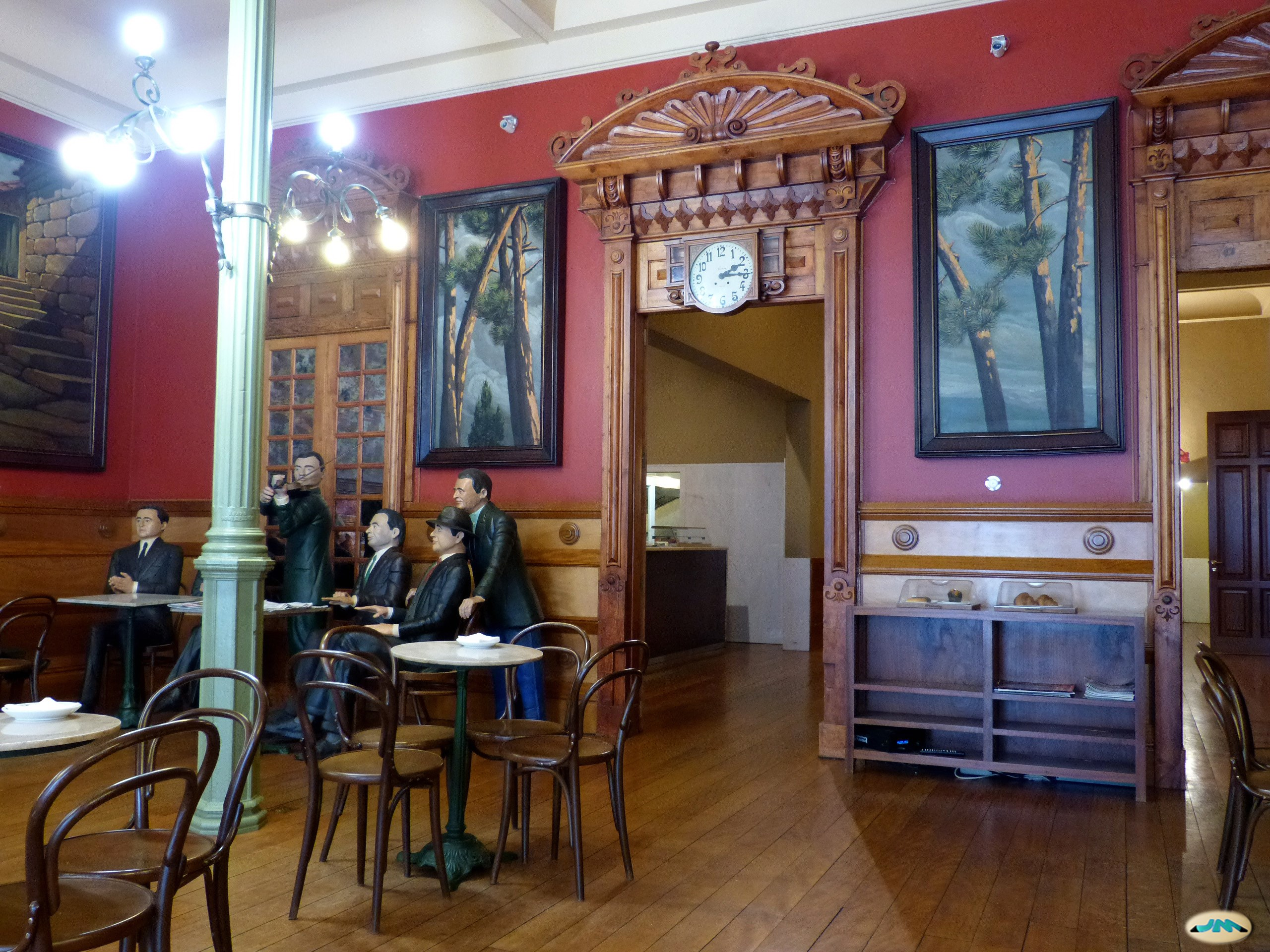
Monumento alla Tertulia all'interno del caffè
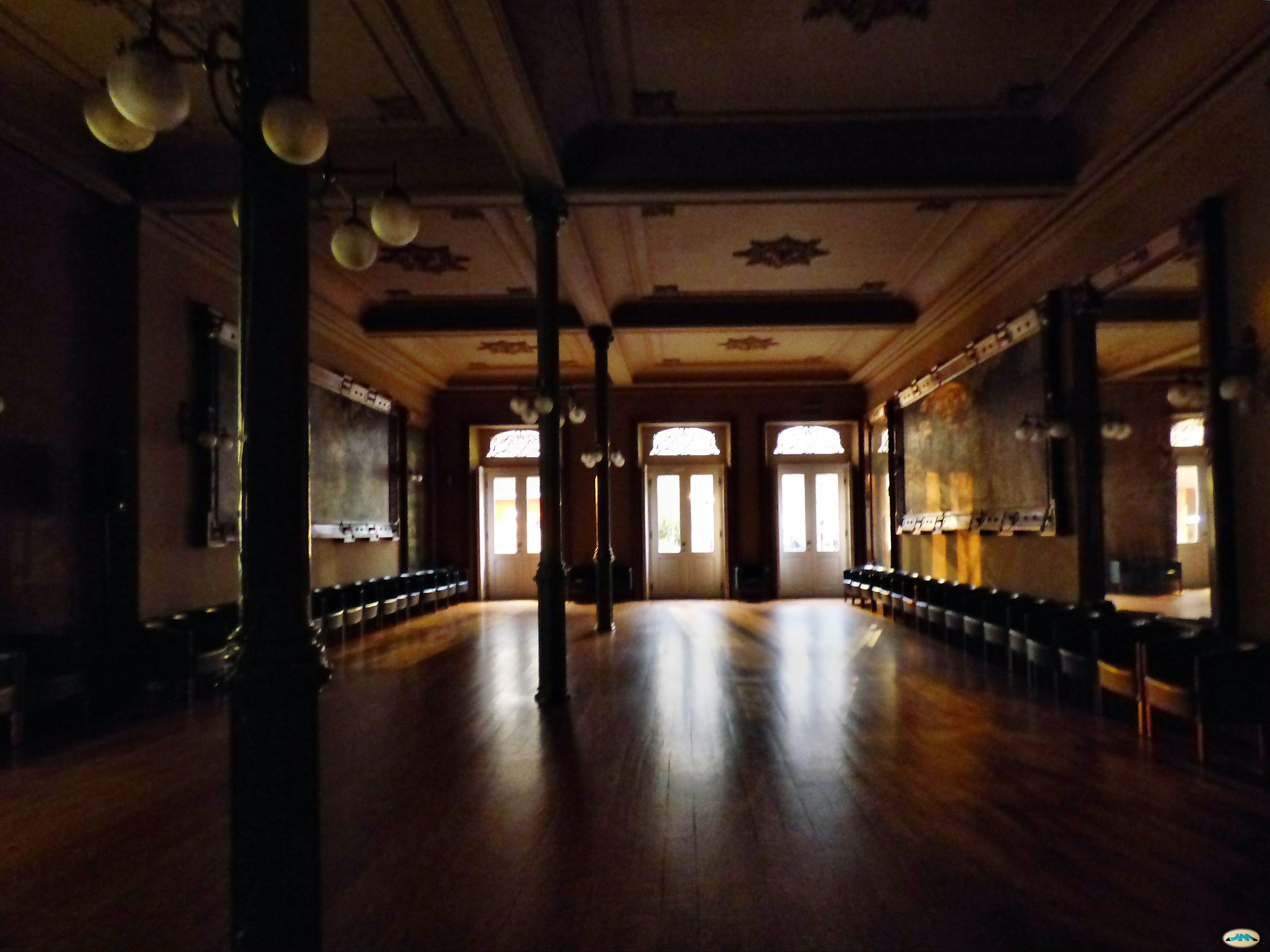
Soggiorno interno